# Ipo sordida
Ipo sordida är en insektsart som beskrevs av Evans 1934. Ipo sordida ingår i släktet Ipo och familjen dvärgstritar. Inga underarter finns listade i Catalogue of Life.